# Campionat d'Àfrica del Nord de futbol
El Campionat d'Àfrica del Nord de futbol fou una competició futbolística nord-africana que existí durant d'època de la dominació francesa del Nord d'Àfrica.
S'enfrontaren els campions de les cinc lligues existents al Marroc, Algèria i Tunísia durant aquells anys:
- Lliga marroquina de futbol
- Lliga tunisiana de futbol
- Lliga d'Alger de futbol
- Lliga d'Orà de futbol
- Lliga de Constantina de futbol

Fou conegut amb el nom Championnat d'Association de Football Nord-Africain. Durant la dècada de 1910 es van disputar alguns campionats organitzats per la Union des Sociétés Françaises de Sports Athlétiques amb la participació dels clubs de Tunis, Alger, Orà i Constantina, però que no són considerats edicions oficials. A partir de 1920 el campionat és organitzat per la Union des Ligues Nord-Africaines de Football (ULNA). El Marroc no va entrar al seu campió fins a la temporada 1928-29. Des de la temporada 1929-30 fins la 1932-33 els campions de Constantina i Tunis van haver de jugar un partit de classificació per entrar a les semifinals. A partir de la temporada 1933-34 es va adoptar un altre modus de classificació, desconegut. La competició desaparegué a final de la temporada 1955-56 coincidint amb la independència del Marroc i Tunísia. La competició continuà fins 1961 amb la participació dels clubs de les lligues regionals algerianes, amb el nom Championnat d'Algérie.
El torneig va ser conegut com a Coupe Steeg en honor al Governador General d'Algèria entre 1921 i 1925, Théodore Steeg. L'any 1946 es va canviar el nom oficial del torneig pel de Challenge Louis Rivet, en honor al president del congrés de les cinc lligues implicades. La Copa del Magrib de futbol disputada durant la dècada de 1970 pot esser considerada una competició successora.
Resum dels principals campionats d'Àfrica del Nord durant la història:
| Anys      | Competició                          | Països participants                                                     |
| --------- | ----------------------------------- | ----------------------------------------------------------------------- |
| 1912-1920 | Campionat d'Àfrica del Nord (USFSA) | Algèria, Marroc i Tunísia                                               |
| 1921-1956 | Campionat d'Àfrica del Nord (ULNA)  | Algèria, Marroc i Tunísia                                               |
| 1930-1956 | Copa d'Àfrica del Nord (ULNA)       | Algèria, Marroc i Tunísia                                               |
| 1970-1975 | Copa del Magrib de futbol           | Algèria, Marroc, Tunísia i Líbia                                        |
| 1970-1976 | Recopa del Magrib de futbol         | Algèria, Marroc, Tunísia i Líbia                                        |
| 2008-2010 | Copa de Campions de la UNAF         | Algèria, Marroc, Tunísia i Líbia (i Egipte a la 1a edició de la Recopa) |
| 2008-2010 | Recopa de la UNAF                   | Algèria, Marroc, Tunísia i Líbia (i Egipte a la 1a edició de la Recopa) |
| 2010      | Supercopa de la UNAF                | Algèria, Marroc, Tunísia i Líbia (i Egipte a la 1a edició de la Recopa) |
| 2015      | Copa de Clubs de la UNAF            | Algèria, Marroc, Tunísia, Líbia i Egipte                                |

## Historial

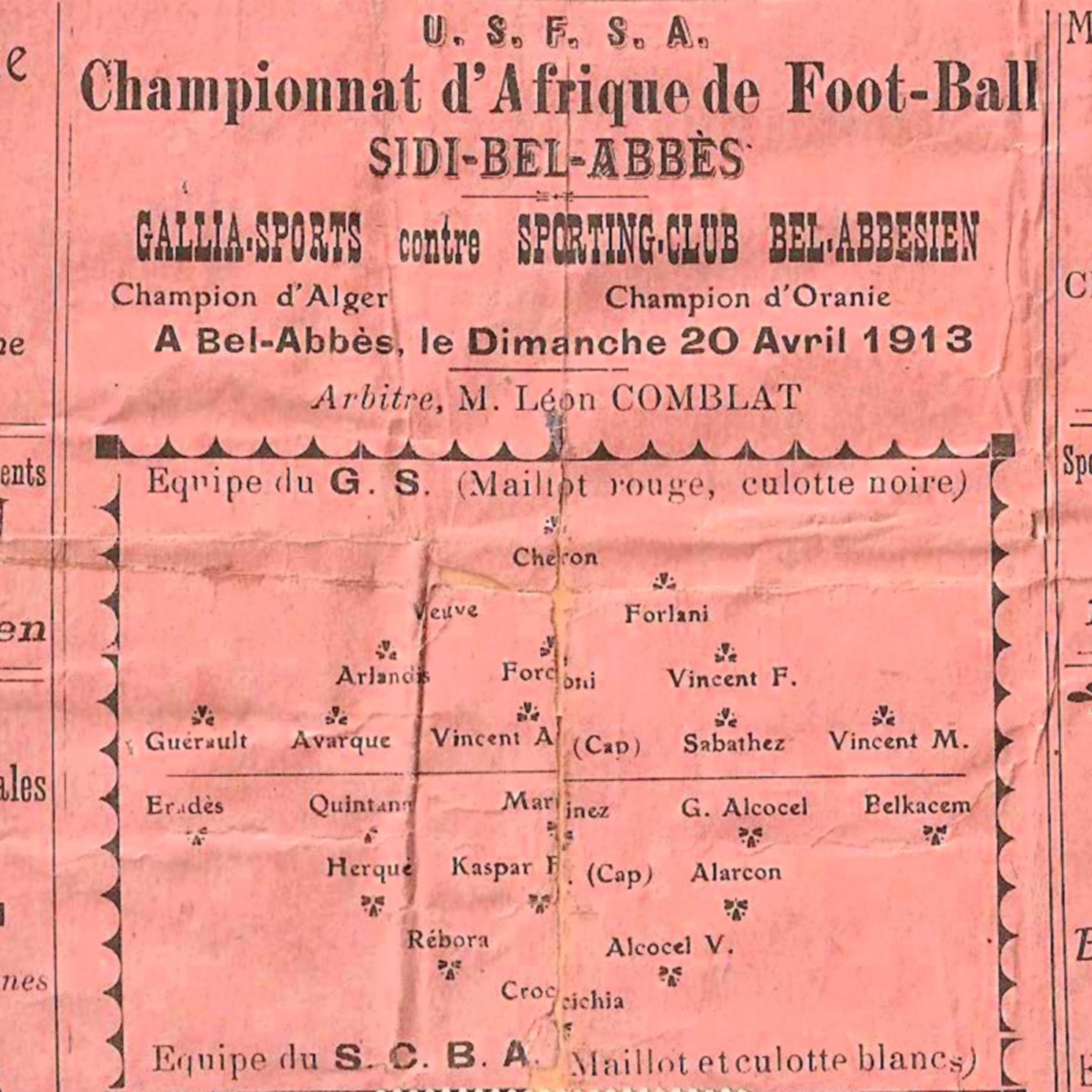
Fitxa del partit, vàlid per al Campionat nord-africà de futbol USFSA, entre els equips del SC Bel-Abbès i el Gallia Sports Alger, publicat a l'Écho sportif de l'Oranie de data dissabte 19 d'abril de 1913.

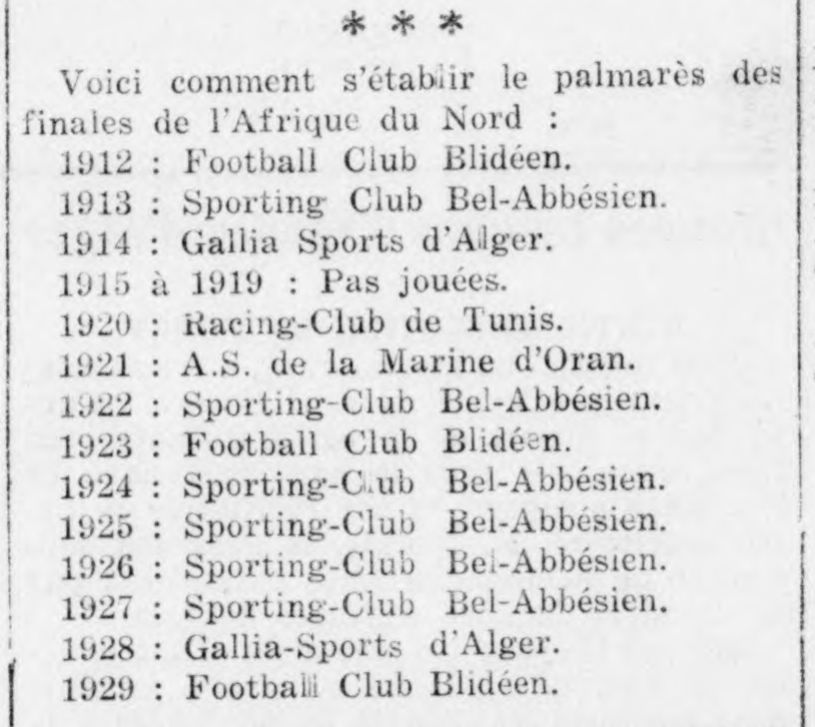
Palmarès publicat a la premsa de l'època.

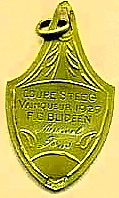
Medalla d'or atorgada als guanyadors FC Blida, campió de l'edició 1928-29.

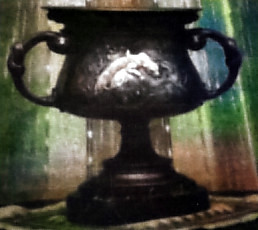
Trofeu Challenge Steeg (1920-1945).

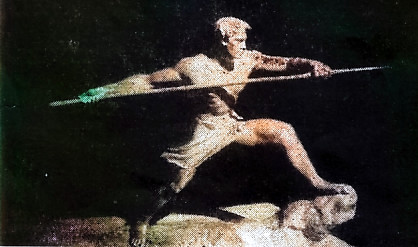
Trofeu Challenge Louis Rivet (1946-1956).

Font:
| Temporada                                                   | Campió                                                      | Resultat                                                    | Finalista                                                   | Seu                                                         |
| Union des Sociétés Françaises de Sports Athlétiques (USFSA) | Union des Sociétés Françaises de Sports Athlétiques (USFSA) | Union des Sociétés Françaises de Sports Athlétiques (USFSA) | Union des Sociétés Françaises de Sports Athlétiques (USFSA) | Union des Sociétés Françaises de Sports Athlétiques (USFSA) |
| ----------------------------------------------------------- | ----------------------------------------------------------- | ----------------------------------------------------------- | ----------------------------------------------------------- | ----------------------------------------------------------- |
| 1912                                                        | FC Blidéen                                                  | 4-0                                                         | FC Constantinois                                            | Alger                                                       |
| 1913                                                        | SC Bel Abbès                                                | no es disputà la final                                      | no es disputà la final                                      | no es disputà la final                                      |
| 1914                                                        | Gallia Sports Alger                                         | 3-0                                                         | Sporting Club Constantinois                                 | Alger                                                       |
| 1915-1919                                                   | no es disputà per la I Guerra Mundial                       | no es disputà per la I Guerra Mundial                       | no es disputà per la I Guerra Mundial                       | no es disputà per la I Guerra Mundial                       |
| Union des Ligues Nord-Africaines de Football (ULNA)         |                                                             |                                                             |                                                             |                                                             |
| 1920                                                        | Racing Club de Tunis                                        | 2-1                                                         | AS Marine Oran                                              | Estadi Municipal, Alger                                     |
| 1921                                                        | AS Marine Oran                                              | 3-1                                                         | FC Blidéen                                                  | Estadi Municipal, Alger                                     |
| 1922                                                        | SC Bel Abbès                                                | 4-1                                                         | RC Philippeville                                            | Stade Philippevillois, Philippeville                        |
| 1923                                                        | FC Blidéen                                                  | 1-0                                                         | SC Bel Abbès                                                | Estadi Municipal, Alger                                     |
| 1924                                                        | SC Bel Abbès                                                | 3-1                                                         | FC Blidéen                                                  | Estadi Municipal, Alger                                     |
| 1925                                                        | SC Bel Abbès                                                | 2-0                                                         | Stade Gaulois de Tunis                                      | Stade des Oliviers, Sidi Bel Abbès                          |
| 1926                                                        | SC Bel Abbès                                                | 3-0                                                         | Sporting Club de Tunis                                      | Estadi Géo André, Tunis                                     |
| 1927                                                        | SC Bel Abbès                                                | 3-0                                                         | JS Philippeville                                            | Stade des Oliviers, Sidi Bel Abbès                          |
| 1928                                                        | Gallia Sports Alger                                         | 3-2 (prò.)                                                  | SC Bel Abbès                                                | Estadi Municipal, Alger                                     |
| 1929                                                        | FC Blidéen                                                  | 1-0 (prò.)                                                  | Gallia Sports Alger                                         | Estadi Municipal, Alger                                     |
| 1930                                                        | AS Saint Eugène                                             | 3-0                                                         | Olympique Marocain Rabat                                    | Estadi Belvédère, Rabat                                     |
| 1931                                                        | CDJ Orà                                                     | 3-2 (prò.)                                                  | Stade Marocain Rabat                                        | Estadi Alenda, Orà                                          |
| 1932                                                        | US Marocaine Casablanca                                     | 4-1                                                         | Gallia Club Orà                                             | Estadi Philip, Casablanca                                   |
| 1933                                                        | US Marocaine Casablanca                                     | 3-0                                                         | USM Orà                                                     | Estadi Alenda, Orà                                          |
| 1934                                                        | US Marocaine Casablanca                                     | 2-0                                                         | US Tunisienne                                               | Estadi Philip, Casablanca                                   |
| 1935                                                        | RU Alger                                                    | 2-1                                                         | USM Orà                                                     | Estadi Municipal, Alger                                     |
| 1936                                                        | Gallia Club Orà                                             | 5-0                                                         | AS Saint Eugène                                             | Estadi Alenda, Orà                                          |
| 1937                                                        | Gallia Sports Alger                                         | 3-2                                                         | CDJ Orà                                                     | Estadi Municipal, Alger                                     |
| 1938                                                        | JBAC Bône                                                   | 3-1                                                         | US Marocaine Casablanca                                     | Estadi Paul Pantaloni, Bône                                 |
| 1939                                                        | RU Alger                                                    | 2-1                                                         | US Marocaine Casablanca                                     | Estadi Municipal, Alger                                     |
| 1940-1941                                                   | no es disputà per la II Guerra Mundial                      | no es disputà per la II Guerra Mundial                      | no es disputà per la II Guerra Mundial                      | no es disputà per la II Guerra Mundial                      |
| 1942                                                        | US Marocaine Casablanca                                     | 4-1                                                         | CDJ Orà                                                     | Estadi Philip, Casablanca                                   |
| 1943-1945                                                   | no es disputà per la II Guerra Mundial                      | no es disputà per la II Guerra Mundial                      | no es disputà per la II Guerra Mundial                      | no es disputà per la II Guerra Mundial                      |
| 1946                                                        | FC Orà                                                      | 2-1                                                         | US Marocaine Casablanca                                     | Estadi Vincent Monréal, Orà                                 |
| 1947                                                        | Gallia Sports Alger                                         | 2-0                                                         | SC Bel Abbès                                                | Estadi Municipal, Alger                                     |
| 1948                                                        | Wydad AC                                                    | 4-2                                                         | US Athlétique Casablanca                                    | Estadi Philip, Casablanca                                   |
| 1949                                                        | Wydad AC                                                    | 3-0                                                         | MO Constantine                                              | Estadi Philip, Casablanca                                   |
| 1950                                                        | Wydad AC                                                    | 4-0                                                         | USM Orà                                                     | Estadi Vincent Monréal, Orà                                 |
| 1951                                                        | Gallia Sports Alger                                         | 1-0                                                         | CS Hammam-Lif                                               | Estadi Municipal, Alger                                     |
| 1952                                                        | US Marocaine Casablanca                                     | 2-0                                                         | AS Saint Eugène                                             | Estadi Municipal, Alger                                     |
| 1953                                                        | SC Bel Abbès                                                | 4-0                                                         | FC Blidéen                                                  | Estadi Vincent Monréal, Orà                                 |
| 1954                                                        | SC Bel Abbès                                                | 6-1                                                         | CS Hammam-Lif                                               | Estadi Vincent Monréal, Orà                                 |
| 1955                                                        | ESFM Guelma                                                 | 2-1 (prò.)                                                  | Wydad AC                                                    | Estadi Philip, Casablanca                                   |
| 1956                                                        | competició cancel·lada a causa de la retirada de 3 clubs    | competició cancel·lada a causa de la retirada de 3 clubs    | competició cancel·lada a causa de la retirada de 3 clubs    | competició cancel·lada a causa de la retirada de 3 clubs    |

1. ↑  L'edició del 29 d'abril de L'Écho d'Alger no dona el nom del club Constantine. Tanmateix, l'edició del 27 d'abril dona l'acrònim FCC. Per tant, és probable que el club es digui Football Club Constantinois o Football Club de Constantine.
2. ↑  A la semifinal el club SC Bel Abbès derrotà el Gallia Sports Alger per 3-2, mentre que la final no es disputà per abandonament dels representants de Tunis i Constantina.
3. ↑  A les semifinals Gallia Sports d'Alger derrotà Club des Joyeusetés d'Orà per 1-0,[6] i Sporting Club de Constantine derrotà Racing Club de Tunis per 2-1.[7] El Gallia Sports guanyà la final per 3-0.[8]
4. ↑  No es disputà el campionat, en el seu lloc es disputà el Criterium Nord-Africain.